# Ibn Daud
Ibn Daud (1110. – 1180.), također poznat i kao Abraham ben David Halevi, bio je pripadnik srednjovjekovne filozofije. 
Poznat je i po tome što je bio prvi židovski aristotelovac. Njegovo najpoznatije djelo je "Uzvišena vjera", koje je napisano na arapskom, ali je sačuvan samo hebrejski prijevod. 

## Djela
1. Uzvišena vjera

## Relevantni članci
- Filozofija
- Srednjovjekovna filozofija